# بخش لانزبورگ
بخش لانزبورگ یکی از بخشهای ایالت ارگو  در کشور سوئیس است.